# USS San Jacinto (CVL-30)
USS San Jacinto (CVL-30) là một tàu sân bay hạng nhẹ của Hải quân Hoa Kỳ thuộc lớp Independence, và là chiếc tàu chiến thứ hai của Hải quân Mỹ mang cái tên này. Hoạt động tại Mặt trận Thái Bình Dương trong Thế Chiến II, nó tham gia nhiều chiến dịch quan trọng, kể cả trận chiến biển Philippine và Hải chiến vịnh Leyte.
Nó được cho ngừng hoạt động vào năm 1947, và được bán để tháo dỡ vào năm 1971.

## Thiết kế và chế tạo
Ban đầu được đặt lườn vào ngày 26 tháng 10 năm 1942 bởi hãng New York Shipbuilding Co. tại Camden, New Jersey như chiếc tàu tuần dương hạng nhẹ Newark (CL-100); nó được đổi số hiệu thành CV-30 và đổi tên thành Reprisal vào ngày 2 tháng 6 năm 1942; được đổi tên thành San Jacinto vào ngày 30 tháng 1 năm 1943. Nó được cải biến thành một tàu sân bay hạng nhẹ trong khi đang được chế tạo, và được xếp lại lớp thành số hiệu CVL-30. San Jacinto được hạ thủy vào ngày 26 tháng 9 năm 1943, được đỡ đầu bởi Mary Gibbs Jones, và được đưa vào hoạt động ngày 15 tháng 11 năm 1943 dưới quyền chỉ huy của Thuyền trưởng Harold M. Martin.

## Lịch sử hoạt động

### Chạy thử máy và các hoạt động ban đầu
Sau các hoạt động thử máy tại vùng biển Caribbe, San Jacinto lên đường đi đến khu vực chiến sự Thái Bình Dương ngang qua kênh đào Panama Canal, San Diego và Trân Châu Cảng. Khi đến Majuro thuộc quần đảo Marshall, nó trở thành soái hạm của Lực lượng Đặc nhiệm TF58/TF38 đang ngày càng lớn mạnh của Phó Đô đốc Marc A. Mitscher, một lực lượng tàu sân bay nhanh tấn công của Hạm đội Thái Bình Dương. Tại đây, San Jacinto nhận lên tàu Liên đội Không lực 51, đơn vị mà những chiếc máy bay tiêm kích và máy bay ném ngư lôi trở thành những vũ khí chủ yếu của con tàu trong chiến đấu.

### Chiến dịch Marianas
Sau khi đảm trách vai trò trinh sát và tuần tra bảo vệ các tàu sân bay khác tấn công lên đảo Wake và quần đảo Marcus, ngày 5 tháng 6 năm 1944, San Jacinto sẵn sàng tham gia vào hoạt động hạm đội lớn nhất kể từ Trận Midway, diễn ra đúng hai năm trước đó. Ngày hôm đó, Lực lượng Đặc nhiệm 58 rời Majuro hướng đến quần đảo Mariana thực hiện các cuộc không kích chuẩn bị cho việc Mỹ đổ bộ chiếm đóng Saipan và cũng để bảo vệ lực lượng đổ bộ khỏi các cuộc tấn công của không lực và hạm đội đối phương.
Đòn tấn công của Mỹ đã dấy nên một phản ứng mạnh mẽ của quân Nhật. Ngày 19 tháng 6 năm 1944, Hạm đội Liên hợp Nhật Bản tung ra hơn 400 máy bay chống lại lực lượng đổ bộ và lực lượng tàu sân bay theo hộ tống. Trong trận không chiến diễn ra sau đó, vốn được phi công Mỹ đặt tên là "Cuộc săn vịt trời Marianas vĩ đại", hơn 300 máy bay đối phương đã bị bắn hạ. Trong khi máy bay của San Jacinto ghi được những chiến tích mang tính một chiều, các xạ thủ của nó cũng giúp vào việc bắn hạ một số ít những kẻ tấn công tìm cách đến được gần các tàu chiến Mỹ. Sau đó, vào xế chiều, Đô đốc Mitscher tung ra đợt không kích vào hạm đội đối phương đang tháo lui. Việc thu hồi những chiếc máy bay quay trở về vào ban đêm được hoàn thành cho dù có một số việc lộn xộn. Báo cáo cho biết một máy bay Nhật xuất phát từ tàu sân bay đã tìm cách hạ cánh trên chiếc San Jacinto, và chỉ bị sĩ quan Mỹ phụ trách tín hiệu hạ cánh đuổi đi do chưa hạ móc hãm.
Sau đó San Jacinto tham gia các cuộc không kích vào các đảo Rota và Guam cũng như hoạt động tuần tra chiến đấu trên không (CAP) và tuần tra chống tàu ngầm (ASP) cho đội đặc nhiệm của nó. Trong đợt không kích này, một phi công tiêm kích của chiếc San Jacinto bị bắn rơi bên trên bầu trời Guam và đã trải qua 17 ngày trên bè cứu sinh và 16 đêm ẩn náu trên đảo.
Sau chặng dừng chân tiếp liệu tại đảo san hô Eniwetok, vào ngày 15 tháng 7 năm 1944, San Jacinto tham gia các cuộc hông kích nhắm vào Palau. Đến ngày 5 tháng 8, mục tiêu của nó là các đảo Chichi Jima, Haha Jima và Iwo Jima. Chiếc tàu sân bay dừng một chặng ngắn tại Eniwetok trước khi thực hiện tuần tra chiến đấu trên không và tuần tra chống tàu ngầm từ sáng sớm đến chiều tối trong khi các tàu sân bay khác tấn công Yap, Ulithi, Anguar và Babelthuap, ghìm chân lực lượng không quân Nhật trong khi Palau bị tấn công vào ngày 15 tháng 9.
Ngày 2 tháng 9, một trong những chiếc TBF Grumman Avenger của con tàu bị bắn rơi trong không phận của đối phương, và phi công của nó chính là Tổng thống tương lai George H.W.Bush, bị buộc phải nhảy dù xuống biển và được một tàu ngầm Mỹ cứu thoát. Cả hai đồng đội của ông đều thiệt mạng, nhưng do đã xoay xở cắt thả bom trước khi thoát ra khỏi máy bay, ông đã được tặng thưởng Huân chương Chữ thập bay Dũng cảm  Lưu trữ ngày 26 tháng 4 năm 2007 tại Wayback Machine.
Sau một đợt nghỉ ngơi tiếp liệu tại Manus thuộc quần đảo Admiralty, San Jacinto tham gia không kích xuống Okinawa đồng thời thực hiện trinh sát hình ảnh nhằm thu thập thôngtin chuẩn bị cho kế hoạch xâm chiếm nơi này trong tương lai. Sau khi được tiếp nhiên liệu ngoài biển, một lần nữa chiếc tàu sân bay thực hiện việc bảo vệ trên không suốt ngày trong khi các tàu sân bay khác không kích Đài Loan, phía Bắc đảo Luzon và khu vực vịnh Manila từ ngày 12 đến ngày 19 tháng 10. Sau một phi vụ thực hiện vào ngày 17 tháng 10, một chiếc máy bay tiêm kích quay trở về tàu đã hạ cánh quá mạnh và tình cờ khai hỏa các khẩu súng máy của nó vào đảo cấu trúc thượng tầng của con tàu, làm thiệt mạng hai người và bị thương 24, trong đó có chỉ huy con tàu, cũng như gây hư hỏng đáng kể cho hệ thống radar. Dù vậy, San Jacinto vẫn còn đủ khả năng chiến đấu.

### Philippines
Khi lực lượng Hoa Kỳ đổ bộ lên Leyte thuộc miền Trung Philippines vào ngày 20 tháng 10 năm 1944, San Jacinto thực hiện việc hỗ trợ trên không gần mặt đất. Vào ngày 24 tháng 10, nhiệm vụ này bị cắt ngang do tin tức về ba mũi gọng kìm của Hải quân Nhật Bản đang tiến đến gần để phản công, trở thành trận chiến vịnh Leyte, trận hải chiến lớn nhất của Chiến tranh thế giới thứ hai.
San Jacinto đã tung máy bay của nó tấn công vào "Lực lượng Trung tâm" Nhật Bản trong Trận chiến biển Sibuyan, rồi sau đó vội vã hướng lên phía Bắc truy đuổi "Lực lượng phía Bắc", gây thiệt hại nặng cho các tàu sân bay cùng lực lượng tàu nổi Nhật Bản trong Trận chiến mũi Engano. Vào ngày 30 tháng 10, máy bay của nó hỗ trợ trên không cho lực lượng tại Leyte trong khi hỏa lực phòng không bắn rơi hai máy bay mưu toan tấn công tự sát nhắm vào chiếc tàu sân bay. Sau một chặng nghỉ tại Ulithi, San Jacinto tham gia không kích tại khu vực vịnh Manila; rồi thực hiện chuyến đi đến Guam để thay phiên lực lượng không quân phối thuộc, nhận lên tàu Liên đội Không lực 45. Nó bị hư hỏng nhẹ sau khi chịu đựng một cơn bão vào tháng 12 năm 1944.
Sau khi hoàn tất việc sửa chữa tại Ulithi, San Jacinto đi cùng lực lượng tàu sân bay nhanh tiến vào biển Nam Trung Quốc và tung ra các đợt không kích nặng nề nhắm vào các sân bay tại Đài Loan và tàu bè tại vịnh Cam Ranh thuộc Đông Dương và Hong Kong. Sau khi được tiếp liệu ngoài khơi, Lực lượng Đặc nhiệm 38 đã có thể tiếp tục gây áp lực mạnh lên đối phương đồng thời hỗ trợ cho cuộc đổ bộ lên Luzon bằng các đợt không kích nhắm vào quần đảo Ryukyu.

### Tấn công Nhật Bản
Kế tiếp, San Jacinto tham gia cuộc tấn công đầu tiên bởi các tàu sân bay vào các đảo chính quốc  Nhật Bản. Trong đợt không kích vào các ngày 16 và 17 tháng 2 năm 1945, máy bay xuất phát từ các tàu sân bay đã bắn rơi nhiều máy bay đối phương trong các cuộc không chiến ác liệt bên trên các sân bay tại khu vực Tokyo. Các chiến dịch này được thực hiện để hỗ trợ cho cuộc tấn công chiếm đóng Iwo Jima sắp đến; rồi đến lượt trực tiếp hỗ trợ cho cuộc đổ bộ của Thủy quân lục chiến, rồi được tiếp nối bằng đợt không kích lên Tokyo và Okinawa trước khi San Jacinto quay trở về Ulithi.
Trong khi thực hiện các chiến dịch ngoài khơi Kyūshū, Nhật Bản, San Jacinto tận mắt chứng kiến tai họa của chiếc tàu sân bay Franklin (CV-13); và vào ngày 19 tháng 3 năm 1945, bản thân nó thoát khỏi bị phá hủy chỉ trong gang tấc khi bị một máy bay kamikaze suýt đâm trúng. Các đợt tấn công hàng loạt của đối phương trong Chiến dịch "Núi Băng" (Iceberg) diễn ra khi lực lượng tàu sân bay hỗ trợ cho cuộc tấn công Okinawa. Ngày 5 tháng 4, hơn 500 máy bay đối phương mà chủ yếu là kamikaze đã tham gia tấn công; hỏa lực phòng không và máy bay tiêm kích tuần tra chiếnđấu trên không đã bắn rơi khoảng 300 chiếc, nhưng nhiều chiếc đã lọt qua được. Xạ thủ trên chiếc San Jacinto đã bắn rụng cánh của một máy bay có ý định tự sát làm lệch hướng bổ nhào, và bắn rơi một chiếc khác chỉ cách mạn trái mũi tàu 15 m (50 ft). Nhiệm vụ của nó hỗ trợ cho cuộc tấn công đổ bộ vào Okinawa bao gồm các hoạt động không quân hết sức nặng nề, buộc phải hầu như luôn luôn trong tình trạng tác chiến để hỗ trợ lực lượng trên bộ và đánh trả các máy bay tấn công tự sát diễn ra thường xuyên. Ngày 7 tháng 4, máy bay của San Jacinto đã phóng ngư lôi vào chiếc tàu khu trục Nhật Hamakaze, một thành phần của hạm đội Nhật tham gia Chiến dịch Ten-Go mang tính chất tấn công tự sát, mà trong đó thiết giáp hạm khổng lồ Yamato đã bị đánh chìm.
Sau đó, San Jacinto quay trở về công việc đầy nguy hiểm bảo vệ chống lại các cuộc không kích tự sát, tấn công các sân bay kamikaze trên đảo Kyūshū, và hỗ trợ hỏa lực gần mặt đất cho lực lượng trên bộ đang chiến đấu tại Okinawa. Vào ngày 5 tháng 6, nó thoát ra khỏi một trận bão mà không bị thiệt hại, và sau một đợt nghỉ ngơi tiếp liệu tại Leyte, chiếc tàu sân bay lên đường tiếp tục hoạt động trong thành phần của Lực lượng Đặc nhiệm 58. Máy bay của nó bắt đầu tấn công vào các đảo Hokkaidō và Honshū từ ngày 9 tháng 7 và tiếp tục hoạt động này cho đến khi chiến sự ngừng vào ngày 15 tháng 8 năm 1945. Các phi vụ thực hiện trên không phận Nhật Bản giờ đây là những chuyến bay hạnh phúc bên trên các trại tập trung tù binh chiến tranh Đồng Minh, thả thuốc men và lương thực cho đến khi họ được giải thoát. Sau khi hoàn tất vai trò trong chiến tranh, San Jacinto quay trở về nhà và neo đậu tại Căn cứ không lực hải quân Alameda, California, vào ngày 14 tháng 9 năm 1945.

## Kết thúc
San Jacinto được cho ngừng hoạt động vào ngày 1 tháng 3 năm 1947 và gia nhập Hạm đội Dự bị Thái Bình Dương tại San Diego. Được xếp lại lớp thành một tàu vận chuyển máy bay (AVT-5) vào ngày 15 tháng 5 năm 1959; nó được rút khỏi danh sách Đăng bạ Hải quân ngày 1 tháng 6 năm 1970, và được bán để tháo dỡ vào ngày 15 tháng 12 năm 1971 cho hãng National Metal and Steel Corporation, Terminal Island, Los Angeles, California.

## Danh dự và phần thưởng
San Jacinto được tặng thưởng năm Ngôi sao Chiến đấu cùng danh hiệu Đơn vị Tuyên dương Tổng thống.
|  |                                         |                           |
|  | Silver star · Bronze star · Bronze star |                           |
|  |                                         | Bronze star · Bronze star |

| Đơn vị Tuyên Dương Tổng thống           |                                                                         |                                                             |
| Huân chương Chiến dịch Hoa Kỳ           | Huân chương Chiến dịch Châu Á-Thái Bình Dương với 7 Ngôi sao Chiến trận | Huân chương Chiến thắng Thế Chiến II                        |
| Huân chương Phục vụ Chiếm đóng Hải quân | Đơn vị Tuyên dương Tổng thống Philippine                                | Huân chương Giải phóng Philippine với 2 Ngôi sao Chiến trận |